# Alberto Romero Tomás
Alberto Romero Tomás (Cardona, 17 de novembre de 1974), més conegut com a Berto Romero o, simplement, Berto, és un humorista, locutor de ràdio, cantant i presentador de televisió català. És membre fundador de la companyia artística El cansancio i forma part de l'equip directiu de la productora El Terrat. Fou col·laborador del programa Buenafuente (a laSexta), Buenas noches y Buenafuente (Antena 3) i columnista del diari Público.
Està casat amb Marta Bercebal i tenen tres fills, Lucas Romero (2010), i Paula i Tomas Romero (2013), que menciona sovint en les seves actuacions.

## Biografia
Juntament amb Miquel Company i Rafel Barceló, és un dels fundadors de la companyia teatral El cansancio, amb la qual va interpretar diverses obres per locals i teatres de Catalunya. Més tard passarien a realitzar programes humorístics de ràdio.

### Ràdio
La seva primera aparició al món de la ràdio va ser el 2002, en un programa de Ràdio 4, l'emissora catalana de Ràdio Nacional d'Espanya (RNE). Fins al seu salt definitiu a la televisió l'any 2007, va col·laborar en diversos programes de Ràdio Barcelona, Catalunya Ràdio, RAC 1 i Ràdio Flaixbac.

### Televisió
Les seves primeres aparicions són en programes de TV3 i més tard com a monologuista en un programa d'El Terrat per al canal privat català 8tv anomenat: Que no surti d'aquí.
Durant el 2007 va realitzar un programa a TV3 anomenat El gran què, que va ser un fracàs tant per la cadena com per Berto Romero i va durar menys d'un mes.
Des de l'any 2007 treballa al programa d'Andreu Buenafuente, primer de forma esporàdica quan el programa estava a Antena 3 i, és quan Buenafuente fitxa per LaSexta, quan comença a treballar com a col·laborador principal i guionista. Posseeix una secció pròpia anomenada "Bertovisión", en la qual analitza tots els mitjans de comunicació, especialment, els escrits i on també, amb més èmfasi, comenta les fotografies. A més també participa amb la "Berto-Mansión", un projecte en el qual els espectadors poden enviar el que no vulguin o utilitzin perquè es construeixi una casa, en la qual després es gravarien uns capítols de comèdia, donant lloc a una nova secció al Programa "Berto-Mansión: La Serie". A diferència de la ràdio i el teatre, les seves aparicions en televisió són en solitari.
Aprofitant el seu èxit, a l'abril de 2008 edita, amb Xavi Tribó, el seu primer llibre: Zero estrelles, protagonitzat per un hipotètic crític: Antonín Fajardo, personatge nascut d'una col·laboració radiofònica en el programa La taverna del llop de Ràdio 4.
Durant l'estiu de 2008, va ser el presentador del programa d'Andreu Buenafuente mentre aquest estava de vacances. El nom del programa va canviar a "Buenafuente ha salido un momento".
La temporada 2009/2010 s'incorpora com a col·laborador del nou programa de tarda de Televisió de Catalunya, Divendres, produït per El Terrat, feina que compagina amb el seu paper a Buenafuente.

## Trajectòria professional

### Teatre
- Historias del cantautor paródico y su embarrenamiento precoz
- El desafío de los hombres medianos (El Cansancio i MPC Management)
- La apoteosis necia (El Cansancio i MPC Management, 2004-2011)
- Terrat Pack (2008-2009)
- El consuelo del labriego (2009)
- Berto Romero - Sigue con nosotros (El Cansancio i MPC Management, 2013-2017)
- Mucha tontería (El Cansancio i MPC Management, 2017-2022)[7]
- Lo nunca visto (El Cansancio i MPC Management, 2023-actualitat)[8]

### «La apoteosis necia»
La companyia El cansancio va començar en el món del teatre i de l'humor l'any 2004 amb el seu monòleg La apoteosis necia. Era un text atrevit, que combinava humor intel·ligent i cançons escrites pel mateix Berto i acompanyades per un guitarrista (Marc Martínez, qui més tard seria substituït per Ivan Rodríguez.
Amb aquest monòleg, El cansancio va recórrer tot de pobles i teatres d'Espanya i va començar a recollir els fruits d'anys d'esforç i treball. Finalment, i després de set anys de gira per Espanya, en Berto, l'Iván i en Miquel (el director), van posar punt final a la representació d'aquest monòleg al Teatre Coliseum de Barcelona, en tres úniques funcions que van tenir lloc els dies 1,2 i 3 d'octubre del 2010. Aquestes tres úniques funcions van comptar amb convidats com José Corbacho; l'humorista Godoy; el guitarrista del programa "Buenafuente", Joan Eloi Vila; el grup The Pinker Tones; el primer guitarrista de la companyia, Marc Martínez; el follonero, Jordi Évole i un dels majors responsables de la consagració del Berto com un referent humorístic a nivell estatal, l'Andreu Buenafuente.

### Ràdio
- La taverna del llop, col·laborador amb la secció El crític total (2002, Ràdio 4)
- Ultimàtum a la Terra (2003, Ràdio 4)
- Una mala tarda la té qualsevol (2004, Ràdio 4)
- L'incident Kàplan (2005, Ràdio 4)
- Ramón (2005, per a Internet)
- El ombligo de la luna, col·laborador amb la secció Cuarto Menguante (2006, RNE 1)
- El matí i la mare que el va parir, col·laborador (2007, Ràdio Flaixbac)
- Nadie Sabe Nada (2015, Cadena Ser)

### Televisió
- El gran què (2007, TV3)
- Que no surti d'aquí, monologuista (2007, 8tv)
- Buenafuente (2007, LaSexta)
- Terrat Pack (2009, LaSexta)
- El programa de Berto (2009, LaSexta)
- Divendres (2009, TV3)
- En el aire (2013, LaSexta)
- Late Motiv (2016, #0[9])
- Ovejas eléctricas (2024-avui, La 2)

### Cinema
- Curtmetratge "Hostiable"
- Curtmetratge "Sótano", de Jon Cortegoso (2008)
- Spanish Movie de Javier Ruiz Calderas (2009)
- Ocho Apellidos Catalanes d'Emilio Martínez-Lázaro (2015)
- Anacleto: Agent secret (2015)
- Wolfgang (extraordinari) (2025)

### Sèries
- Zombis (2009-2011, TNT).
- Con el culo al aire (2014, Antena 3).
- Dos salaos en modo random (2016, Venga Monjas).
- Mira lo que has hecho (2018-2020, Movistar+).
- El otro lado (2023, Movistar+).[10]

### Llibres
- Cero estrellas (2008). Amb Xavi Tribó. Edicions El Bronce. ISBN 84-8453-183-X
- Zero estrelles (2008). Amb Xavi Tribó. Angle Editorial. ISBN 978-84-96970-38-0
- Col·laboració a Practicar sexo es fácil (si sabes cómo) (2012). D'Oriol Jara, Roger Rubio i Rafel Barceló. El Terrat. Editorial Planeta.
- Padre, el último mono (2012). Amb Oriol Jara, Roger Rubio i Rafel Barceló. Editorial Planeta. ISBN 9788408003953
- Pròleg de Todas las chicas besan con los ojos cerrados (2012). D'Enric Pardo. ISBN 9788439726371
- Pròleg de Soy tu príncipe azul pero eres daltónica (2014). De Paco Caballero. ISBN 9788494080173
- En ocasiones veo pelis. el llibro de MovieBerto (2015). Amb Rafel Barceló. Pròleg de Javier Ruiz Caldera. Editorial Planeta. ISBN 9788408139430

### Internet
- Grandes obras de la literatura universal (2007)
- Conversaciones con Leonardo da Viola (2007)